# 河套灌区
河套灌区是中国内蒙古自治区巴彦淖尔市的一个灌区，其水源为黄河。灌区设计面积773.3万亩，实际面积为431.7万亩，进水闸设计流量为620立方米每秒。2019年被国际灌排委员会選入第六批世界灌溉工程遗产名单。

## 历史
旨在解决河套地区引黄灌溉和排水问题的“五七规划”面世，正式推荐河套灌区实行“一首制”引水方案：在黄河干流河道上建设一座拦河闸，将黄河水位提高，有计划、可控制地引向灌区，实现农牧林业的适时适量用水，同时改造利用乌加河河道将其作为引黄灌溉的总排干沟。三盛公水利枢纽工程与总干渠工程经水利部批准立项，于1958年、1959年相继开工。1961年5月，三盛公水利枢纽建成。
按照“五七规划”中的设计，总干渠宽度应为200米左右，需完成的土方量高达5800万立方米。水利技术员康玉龙提出：将原宽度200米的渠宽修改为50米，水引来后水流就可以把渠宽冲到200米以上。仅修改这项设计，可减少土方量一半以上，使开挖总干渠成为可能。接下来的几年里，从磴口到前旗三湖河的四大分水枢纽工程相继建成。1967年6月，河套灌区输水大动脉的总干渠工程全线竣工通水。从磴口县三盛公水利枢纽所引的黄河水可以通过总干渠一直流淌到临近包头的三湖河灌域土地。总干渠被称作“二黄河”。全长230km。每年引入黄河水50～60亿立方米，河套灌区的灌溉面积由354万亩增加到570余万亩，此后又逐年增加到1026万亩，清淤土方劳动工日每年减少150万个。
1975年11月3日开始，巴盟盟委第一书记李贵带领15万干部群众历时70天对阴山脚下因淤堵而废弃的总排干沟进行了大规模大范围的疏浚挖通。全长248km。年排水4-5亿吨，排盐量120-130万吨。